# ABS Jets

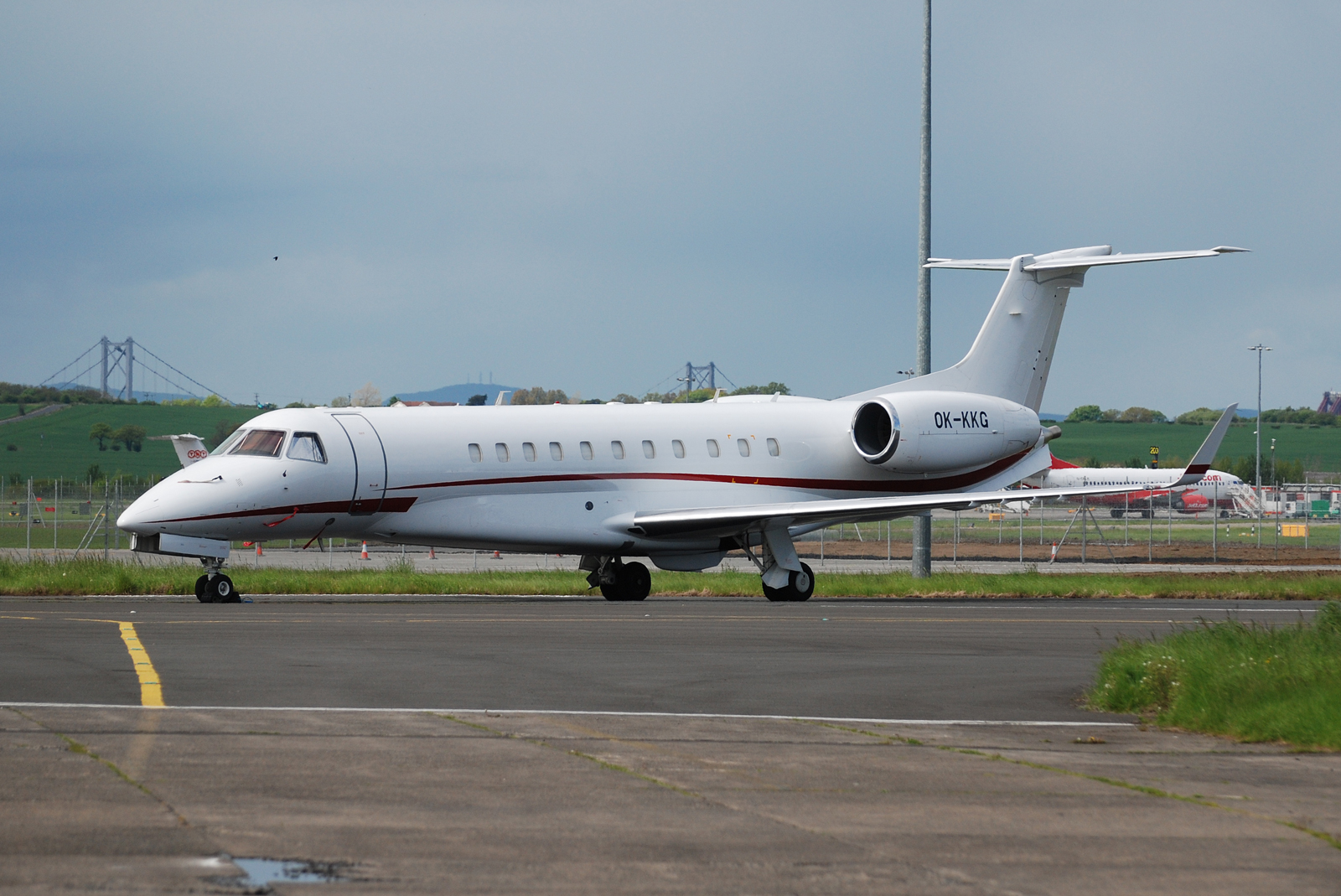
Embraer 135 авіакомпанії ABS Jets в аеропорту Единбурга

ABS Jets, a.s. — акціонерна комерційна авіакомпанія зі штаб-квартирою в Празі (Чехія), експлуатуюча реактивні літаки бізнес-класу. Спеціалізується на виконанні чартерних перевезень, організації продажу, ремонту та обслуговуванні повітряних суден, авіаційному менеджменті та плануванні маршрутних розкладів в інших авіакомпаніях.

## Історія
Компанія була заснована в червні 2004 року і початку операційну діяльність у грудні того ж року. Спочатку штат компанії складався з тридцяти співробітників.
У 2007 році ABS Jets придбала у власність ангар в празькому міжнародному аеропорту Рузіне, вийшовши на ринок технічного обслуговування та ремонту повітряних суден в даному аеропорту, а через деякий час отримала статус сервісного центру для літаків ділової авіації авіабудівної корпорації Embraer. У наступні кілька років компанія розширювала сферу діяльності, ставши у 2009 році уповноваженим агентом з обслуговування пасажирів аеропортів Рузіне і Братислави. В кінці 2009 року чисельність працівників ABS Jets зросла до 150 осіб.
ABS Jets є повноправним членом Європейської асоціації ділової авіації (EBAA).

## Флот
Станом на січень 2010 року повітряний флот авіакомпанії ABS Jets становили такі літаки:
- 5 Embraer Legacy 600
- 1 Cessna Citation Bravo
- 1 Bombardier Learjet 60 XR